# Kasteel van Sint-Kwintens-Lennik

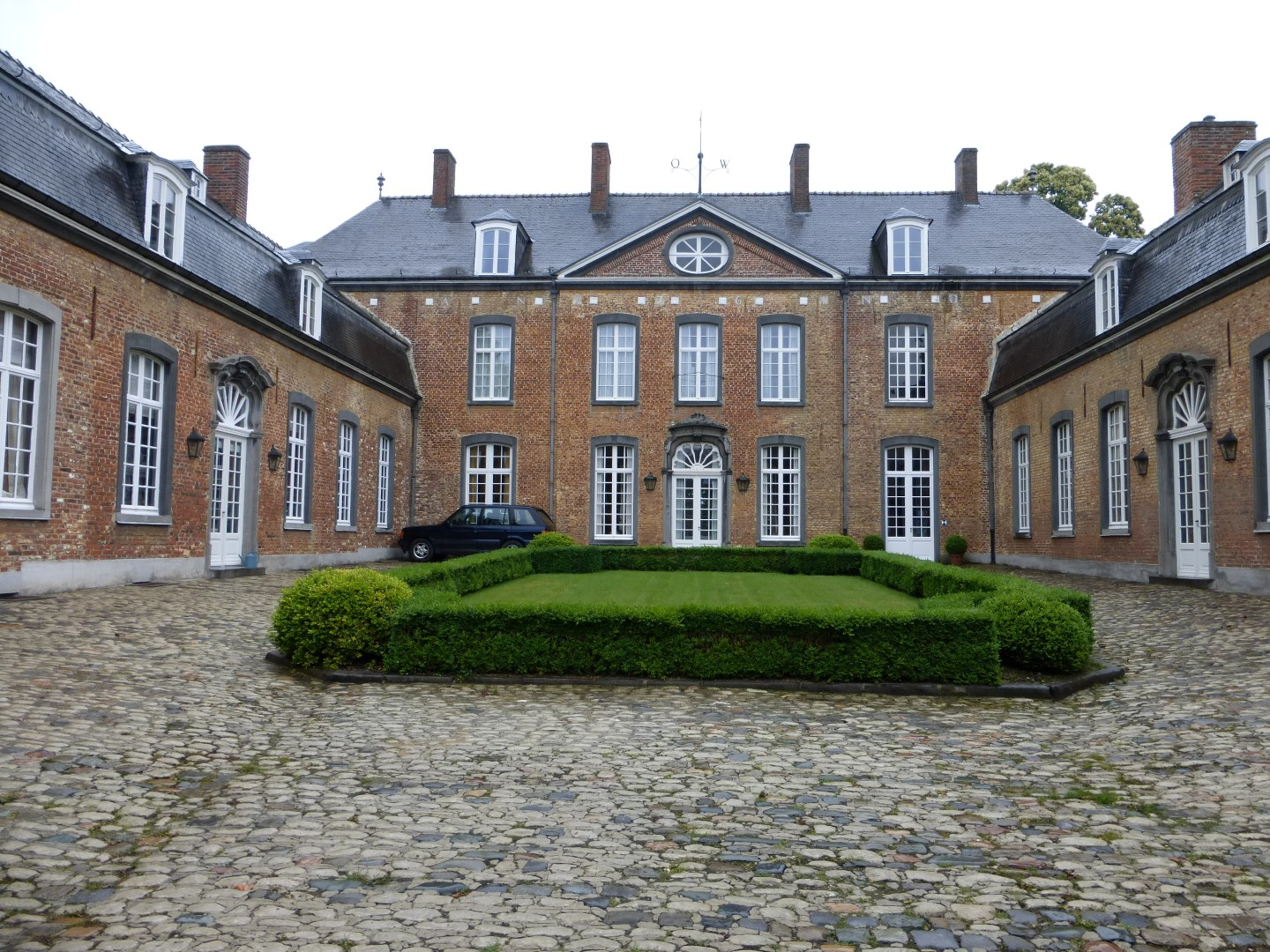
Kasteel van Sint-Kwintens-Lennik

Het Kasteel van Sint-Kwintens-Lennik (ook: Kasteel de Man d'Attenrode) is een kasteel in de tot de Vlaams-Brabantse gemeente Lennik behorende plaats Sint-Kwintens-Lennik, gelegen aan de Alfred Algoetstraat 43.

## Geschiedenis
Het kasteel werd in 1760-1761 gebouwd in opdracht van baron Charles-Joseph-Ghislain de Man die heer was van Lennik. Het betrof een buitenhuis dat op een andere plaats stond dan de oorspronkelijke zetel van de heerlijkheid. In 1860 kwam het goed aan vrederechter Guillaume Van Ham en deze liet de zijvleugels verlengen, het dak wijzigen en een landschapstuin aanleggen. Later kwam het kasteel aan de notarisfamilie Velge en in 1967 kwam het goed aan de familie Van Waeyenberge die het kasteel liet restaureren.

## Gebouw
Het kasteel, in classicistische stijl, bestaat uit drie verbonden vleugels die om een voorplein zijn gegroepeerd.